# .30-03 Springfield
.30-03 Springfield (7,62×65 мм) набій розроблений в США в 1903 році, для заміни набою .30-40 Krag в новій гвинтівці Springfield 1903. Його використовували короткий проміжок часу. Набій .30-03 також називали .30-45, оскільки заряд пороху важив 45 гран (2,9 г (0,10 унція)); назву змінили на .30-03 щоб відобразити рік прийняття на озброєння. В набої використано тупоносу кулю вагою 220 гран (14 г (0,49 унція)). Його замінили через три роки набоєм .30-06, який стріляв гостроносою кулею, яка мала кращу балістичну продуктивність.

## Початок розробки

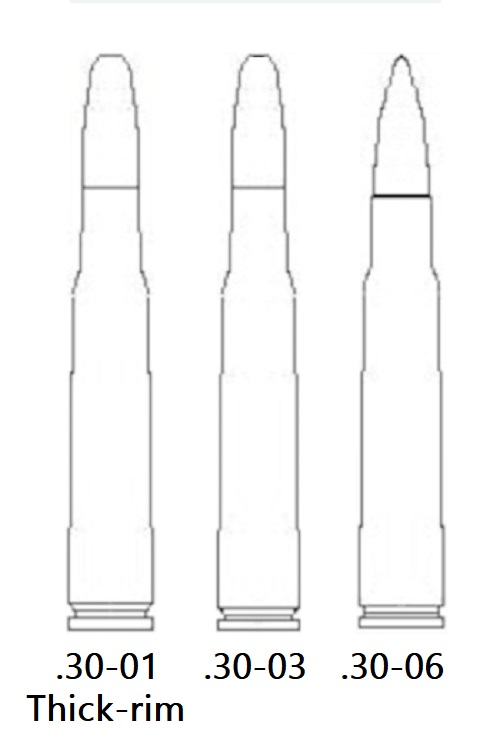
Порівняння геометрії набоїв .30-01, .30-03 та .30-06

Набій .30-03 було розроблено для заміни набою .30-40 Krag, який використовували в гвинтівці Krag–Jørgensen, яка стала першою військовою гвинтівкою США з ковзним затвором, а також першою, яка використовувала бездимний порох. Гвинтівка Krag–Jørgensen мала деякі серйозні обмеження у порівнянні з новими гвинтівками Маузера, які використовували європейські армії. Її можна було заряджати одним набоєм за постріл замість магазинного заряджання, а також один виступ замикання затвора Krag–Jørgensen був слабшим ніж два міцних виступи в затворі Маузера, що зменшувало потужність набою. Нова гвинтівка була розроблена по рекомендаціям Маузера, до неї було розроблено новий набій.
Перший набій .30-01 було розроблено в 1901 році; набій був також відомий як .30 Модель 1901 або «thick-rim». В набої .30-01 було використано кулю в оболонці зі сплаву міді та нікелю. Набій став попередником набою .30-03. Проте, його використовували не тривалий час оскільки його замінив набій .30-03.
Новий набій був більш потужним, оскільки вага заряду бездимного пороху становила 45 гран (2,9 г), що на 5 гран (0,3 г) більше ніж у .30-40. Куля була така сама .30 калібру вагою 14 грамів, тупоноса в оболонці, при цьому швидкість становила 700 м/с, в той час як у набою .30-40 Krag швидкість кулі становила 610 м/с. Нова гвинтівка також стала першою гвинтівкою, яка ввела моду на короткі піхотні гвинтівки; довжина ствола в 610 мм знаходилася між стандартною піхотною гвинтівкою та кавалерійським карабіном, а тому не існувало варіанта гвинтівки 1903 у вигляді карабіну. Набій .30-03 також був безфланцевим, що забезпечило кращу подачу набоїв з коробчастого магазина у порівнянні зі старими гільзами .30-40 Krag. З 1905 року важільну гвинтівку Модель 1895 Winchester пропонували під набій .30-03, але продажі були низькими у порівнянні з варіантом під набій .30-06 запропонований в 1908 році. В Англії компанія Vickers Company з 1908 року почала випуск кулеметів Максима M1904 під набій .30-03 для армії США. Пізніше кулемети M1904 почала випускати компанія Colt під набій .30-06, а кулемети під набій .30-03 були перероблені під набій .30-06.
В 1903 році армія переробила кулемети Гатлінга M1900 на .30 Army, щоб можна було використовувати новий набій .30-03, як і M1903. Пізніший M1903-'06 було перероблено з M1903 під набій .30-06. Така переробка в основному проводилася в ремонтних майстернях Springfield Armory. В 1911 році всі моделі кулеметів Гатлінга були визнані армією США застарілими, після 45 років служби.

## Проблеми
Набій .30-03 був проблемним з самого початку. Він викликав ерозію ствола, через високі тиск та температуру які були потрібні для розгону важкої кулі до потрібної швидкості. Важка куля була також проблемою; куля вагою 14 грамів була аеродинамічно неефективною і мала дуже криву траєкторію, а тому не підходила для стрільби на дальні відстані. Крім того це було немодно, оскільки більшість країн переходили на набої калібру 7 або 8 мм з легшими кулями, вагою приблизно 9,7 грамів з гострим носом для великої швидкості. Це забезпечило краще збереження енергії та більш пологу траєкторію. Набій .30-03 було вкорочено в дульці на 1,2 мм, склад пороху було змінено так, щоб температура горіння була меншою, а кулю було змінено на гостроносу вагою 9,7 грами, таким чином з'явився набій .30-06. 
Оскільки новий набій .30-06 був коротшим за набій .30-03, ним можна було стріляти з гвинтівки М1903, але точність була поганою. Всі гвинтівки М1903 було відкликано, їх оснастили прицілами Модель 1905 та багнетами, а також переробили під нові набої .30-06. Для цього відгвинтили стволи, розточили кінці кожної камори, зробили нову нарізку стволів, змінили патронники та прикрутили все на ті самі затвори. Так закінчилося коротке життя набою .30-03; було випущено приблизно 75 000 набоїв, кілька оригінальних гвинтівок М1903 не були перероблені під набої .30-06 (приблизна кількість від 50 до 100 одиниць); гвинтівки .30-03 які залишились є рідкими колекційними зразками. Навіть набій .30-03 є рідкісним і знайти їх можна лише в колекціях рідкісних набоїв. Набої .270 Winchester та .280 Remington були створені на базі цього набою шляхом обтискання діаметру дульця при збереженні тієї самої довжини з тим самим плечем на основі спостереження за китайськими військовими випробуваннями набою 6,8×57 мм Маузер в США. 